# لیگ ملت‌های والیبال زنان ۲۰۱۹
لیگ ملت‌های والیبال زنان ۲۰۱۹ دومین دوره از لیگ ملت‌های والیبال زنان، تورنمنت بین‌المللی سالیانهٔ والیبال زنان می‌باشد که با شرکت ۱۶ تیم ملی برگزار شد. این رقابت از ۲۱ مه تا ۷ ژوئیهٔ ۲۰۱۹ برگزار گردید. برای دومین مرتبه مرکز ورزشی المپیک نانجینگ، نانجینگ، چین مکان میزبان دور نهایی بود.
ایالات متحده دومین عنوان خود در این رقابت‌ها را پس از شکست دادن برزیل در پنج ست به دست آورد، پس از این‌که ابتدا ۲–۰ عقب افتاده بود. چین نیز با برتری برابر ترکیه در چهار ست، توانست نشان برنز را از آن خود کند. آنده‌را دروز از ایالات متحدهٔ آمریکا هم به عنوان باارزش‌ترین بازیکن برگزیده شد.
پیرو نتایج لیگ ملت‌های ۲۰۱۸ و جام چلنجر ۲۰۱۸، آرژانتین جایگزین بلغارستان در این دوره شد. بر همین اساس، بلغارستان جای خود را به کانادا به عنوان برندهٔ جام چلنجر ۲۰۱۹ در نسخهٔ ۲۰۲۰ لیگ ملت‌ها داد.

## راه‌یابی
شانزده تیم به رقابت راه پیدا کردند. ۱۲ تای آن‌ها به عنوان تیم‌های اصلی واجد شرایط برای حضور در رقابت‌ها بودند و سقوط نمی‌کردند. چهار تیم دیگر به عنوان تیم‌های چلنجر انتخاب شدند که سقوط آن‌ها محتمل بود. بلغارستان پس از بردن جام چلنجر ۲۰۱۸ جایگزین آرژانتین شد.
| راه‌یابی      | راه‌یافته            |
| ------------ | ------------------- |
| تیم‌های اصلی  | برزیل               |
| تیم‌های اصلی  | چین                 |
| تیم‌های اصلی  | آلمان               |
| تیم‌های اصلی  | ایتالیا             |
| تیم‌های اصلی  | ژاپن                |
| تیم‌های اصلی  | هلند                |
| تیم‌های اصلی  | روسیه               |
| تیم‌های اصلی  | صربستان             |
| تیم‌های اصلی  | کرهٔ جنوبی           |
| تیم‌های اصلی  | تایلند              |
| تیم‌های اصلی  | ترکیه               |
| تیم‌های اصلی  | ایالات متحده آمریکا |
| تیم‌های چلنجر | بلژیک               |
| تیم‌های چلنجر | بلغارستان           |
| تیم‌های چلنجر | دومینیکن            |
| تیم‌های چلنجر | لهستان              |

## قالب

### دور مقدماتی
۱۶ تیم به شکل نوبت‌گردشی با میزبانی حداقل یک گروه توسط هر تیم اصلی به رقابت پرداختند. تیم‌ها در هر هفته به ۴ گروه ۴ تیمی تقسیم شدند و به مدت ۵ هفته و در کل ۱۲۰ دیدار، با هم مسابقه دادند. ۵ تیم برتر پس از مرحلهٔ مقدماتی به میزبان دور نهایی پیوستند. تیم سقوط کننده تنها شامل یکی از چهار تیم چلنجر بود و آخرین تیم رده‌بندی از بین تیم‌های چلنجر از لیگ ملت‌های ۲۰۲۰ کنار گذاشته شد. قهرمان جام چلنجر به عنوان تیم چلنجر به دورهٔ بعدی راه پیدا می‌کرد.

### دور نهایی
شش تیم راه‌یافته در ۲ گروه ۳ تیمی به صورت نوبت‌گردشی بازی کردند. دو تیم برتر هر گروه برای نیمه‌نهایی‌ها انتخاب شدند. در این دور برندهٔ هر گروه به مصاف تیم دوم گروه دیگر رفت. برندگان نیمه‌نهایی‌ها برای کسب عنوان لیگ ملت‌ها با هم رقابت کردند. بازندگان نیز برای کسب جایگاه سوم با هم دیدار کردند.

### ترکیب گروه‌ها
وضعیت کلی گروه‌ها در ۲۳ اکتبر ۲۰۱۸ مشخص گردید.

### دور مقدماتی
| هفته ۱                                             | هفته ۱                                          | هفته ۱                                      | هفته ۱                                     |
| گروه ۱ لهستان                                      | گروه ۲ بلغارستان                                | گروه ۳ برزیل                                | گروه ۴ صربستان                             |
| -------------------------------------------------- | ----------------------------------------------- | ------------------------------------------- | ------------------------------------------ |
| لهستان · ایتالیا · تایلند · آلمان                  | بلغارستان · ژاپن · بلژیک · ایالات متحده آمریکا  | برزیل · دومینیکن · روسیه · چین              | صربستان · هلند · ترکیه · کرهٔ جنوبی         |
| هفته ۲                                             |                                                 |                                             |                                            |
| گروه ۵ ایتالیا                                     | گروه ۶ ترکیه                                    | گروه ۷ ماکائو، چین                          | گروه ۸ هلند                                |
| ایتالیا · ایالات متحده آمریکا · دومینیکن · صربستان | ترکیه · آلمان · روسیه · ژاپن                    | چین · بلژیک · تایلند · کرهٔ جنوبی            | هلند · برزیل · لهستان · بلغارستان          |
| هفته ۳                                             |                                                 |                                             |                                            |
| گروه ۹ هنگ کنگ، چین                                | گروه ۱۰ ایالات متحده آمریکا                     | گروه ۱۱ تایلند                              | گروه ۱۲ بلژیک                              |
| چین · ایتالیا · ژاپن · هلند                        | ایالات متحده آمریکا · کرهٔ جنوبی · آلمان · برزیل | تایلند · بلغارستان · دومینیکن · ترکیه       | بلژیک · صربستان · روسیه · لهستان           |
| هفته ۴                                             |                                                 |                                             |                                            |
| گروه ۱۳ ایتالیا                                    | گروه ۱۴ آلمان                                   | گروه ۱۵ ژاپن                                | گروه ۱۶ چین                                |
| ایتالیا · کرهٔ جنوبی · بلغارستان · روسیه            | آلمان · بلژیک · هلند · دومینیکن                 | ژاپن · صربستان · تایلند · برزیل             | چین · ایالات متحده آمریکا · لهستان · ترکیه |
| هفته ۵                                             |                                                 |                                             |                                            |
| گروه ۱۷ ترکیه                                      | گروه ۱۸ چین                                     | گروه ۱۹ روسیه                               | گروه ۲۰ کره جنوبی                          |
| ترکیه · بلژیک · ایتالیا · برزیل                    | چین · آلمان · بلغارستان · صربستان               | روسیه · تایلند · هلند · ایالات متحده آمریکا | کرهٔ جنوبی · ژاپن · لهستان · دومینیکن       |

### دور نهایی
| گروه A       | گروه B                  |
| ------------ | ----------------------- |
| چین (میزبان) | ایالات متحده آمریکا (۱) |
| ایتالیا (۳)  | برزیل (۲)               |
| ترکیه (۴)    | لهستان (۵)              |

## مکان‌ها
فهرست شهرها و مکان‌های میزبان در ۲۶ مارس ۲۰۱۹ اعلام شد.

### دور مقدماتی
| گروه ۱             | گروه ۲                        | گروه ۳                    | گروه ۴               |
| اوپوله، لهستان     | روسه، بلغارستان، بلغارستان    | برازیلیا، برزیل           | بلگراد، صربستان      |
| ------------------ | ----------------------------- | ------------------------- | -------------------- |
| Stegu Arena        | Arena Ruse                    | Nilson Nelson Gymnasium   | پیونیر               |
| گنجایش: ۳٬۳۷۸      | گنجایش: ۵٬۱۰۰                 | گنجایش: ۱۲٬۰۰۰            | گنجایش: ۵٬۸۷۸        |
|                    |                               |                           |                      |
| گروه ۵             | گروه ۶                        | گروه ۷                    | گروه ۸               |
| کونلیانو، ایتالیا  | آنکارا، ترکیه                 | ماکائو، چین               | آپلدورن، هلند        |
| Zoppas Arena       | سالن والیبال بسکنت            | Macau Forum               | Omnisport Apeldoorn  |
| گنجایش: ۴٬۰۰۰      | گنجایش: ۷٬۶۰۰                 | گنجایش: ۴٬۰۰۰             | گنجایش: ۵٬۰۰۰        |
|                    |                               |                           |                      |
| گروه ۹             | گروه ۱۰                       | گروه ۱۱                   | گروه ۱۲              |
| هنگ کنگ، چین       | لینکلن، نبراسکا، ایالات متحده | بانکوک، تایلند            | کورتریک، بلژیک       |
| Hong Kong Coliseum | Pinnacle Bank Arena           | ورزشگاه سرپوشیده هائومارک | Lange Munte          |
| گنجایش: ۱۲٬۵۰۰     | گنجایش: ۱۵٬۲۹۰                | گنجایش: ۱۵٬۰۰۰            | گنجایش: ۱٬۶۰۰        |
|                    |                               |                           |                      |
| گروه ۱۳            | گروه ۱۴                       | گروه ۱۵                   | گروه ۱۶              |
| پروجا، ایتالیا     | اشتوتگارت، آلمان              | توکیو، ژاپن               | ژیانگمن، چین         |
| PalaEvangelisti    | Porsche-Arena                 | ورزشگاه ماساشینو فورست    | Jiangmen Sports Hall |
| گنجایش: ۴٬۵۰۰      | گنجایش: ۲٬۰۰۰                 | گنجایش: ۱۰٬۰۰۰            | گنجایش: ۸٬۵۰۰        |
|                    |                               |                           |                      |
| گروه ۱۷            | گروه ۱۸                       | گروه ۱۹                   | گروه ۲۰              |
| آنکارا، ترکیه      | نانگبو، چین                   | یکاترینبورگ، روسیه        | بوریئونگ، کره جنوبی  |
| سالن والیبال بسکنت | Beilun Gymnasium              | Team Sports Palace        | Boryeong Gymnasium   |
| گنجایش: ۷٬۶۰۰      | گنجایش: ۸٬۰۰۰                 | گنجایش: ۵٬۰۰۰             | گنجایش: ۲٬۷۴۲        |
|                    |                               |                           |                      |

### دور نهایی
| نانجینگ، چین                            |
| --------------------------------------- |
| Nanjing Olympic Sports Center Gymnasium |
| گنجایش: ۱۳٬۰۰۰                          |
|                                         |

## برنامه رقابت
| ● | دور مقدماتی | ● | دور نهایی |

| هفته ۱ ۲۱–۲۳ مه | هفته ۲ ۲۸–۳۰ مه | هفته ۳ ۴–۶ ژوئن | هفته ۴ ۱۱–۱۳ ژوئن | هفته ۵ ۱۸–۲۰ ژوئن | هفته ۶ هفتهٔ استراحت | هفته ۷ ۳–۷ ژوئیه |
| --------------- | --------------- | --------------- | ----------------- | ----------------- | ------------------- | ---------------- |
| ۲۴ مسابقه       | ۲۴ مسابقه       | ۲۴ مسابقه       | ۲۴ مسابقه         | ۲۴ مسابقه         |                     | ۱۰ مسابقه        |

## فرایند رده‌بندی گروه
1. شمار کل بردها (مسابقات برده و مسابقات باخته)
2. در صورت برابری، اولویت تساوی‌شکنی به ترتیب زیر خواهد بود:
  - برد مسابقه ۳–۰ یا ۳–۱: ۳ امتیاز برای برندهٔ رقابت، ۰ امتیاز برای بازندهٔ رقابت
  - برد مسابقه ۳–۲: ۲ امتیاز برای برندهٔ رقابت، ۱ امتیاز برای بازندهٔ رقابت
  - برد مسابقه با کناره‌گیری: ۳ امتیاز برای برندهٔ رقابت، ۰ امتیاز برای بازندهٔ رقابت، نتیجهٔ نهایی ۳–۰ (۲۵–۰، ۲۵–۰، ۲۵–۰) برای برنده
3. اگر تیم‌ها پس از بررسی شمار پیروزی‌ها و امتیازات به دست آمده همچنان مساوی باشند، FIVB به صورت زیر نتایج را بررسی می‌کند تا تساوی را از بین ببرد:
  - ضریب ست: اگر دو یا چند تیم در شمار امتیازات با هم برابر باشند، آن‌ها با استفاده از ضریب حاصل شده از تقسیم شمار کل ست‌های برنده شده به کل ست‌های از دست رفته رده‌بندی می‌شوند.
  - ضریب امتیازات: اگر برابری براساس ضریب ست ادامه داشته باشد، در این صورت تیم‌ها با بهره‌گیری از ضریب حاصل از تقسیم کل امتیازات به دست آمده نسبت به کل امتیازات از دست رفته در طول تمام ست‌ها رده‌بندی می‌شوند.
  - اگر برابری براساس ضریب امتیاز ادامه داشته باشد، در این صورت تساوی براساس تیم برندهٔ دور نوبت‌گردشی بین تیم‌های مساوی از بین خواهد رفت. اگر برابری بین سه یا چند تیم باشد، این تیم‌ها با در نظر گرفتن رقابت‌های بین خودشان رده‌بندی می‌شوند و نتایج این تیم‌ها در برابر تیم‌های دیگر در نظر گرفته نمی‌شود.

## دور مقدماتی
|  | راه‌یافته برای دور نهایی                 |
|  | راه‌یافته به عنوان میزبان برای دور نهایی |
|  | خارج شده از لیگ ملت‌های ۲۰۲۰             |

### رده‌بندی
|      |                     | بازی | بازی | امتیاز | ست  | ست   | ست    | امتیاز | امتیاز | امتیاز |
| رتبه | تیم                 | برد  | باخت | امتیاز | برد | باخت | نسبت  | برد    | باخت   | نسبت   |
| ---- | ------------------- | ---- | ---- | ------ | --- | ---- | ----- | ------ | ------ | ------ |
| ۱    | چین                 | ۱۲   | ۳    | ۳۵     | ۳۷  | ۱۲   | ۳٫۰۸۳ | ۱٬۱۵۳  | ۹۷۳    | ۱٫۱۸۵  |
| ۲    | ایالات متحده آمریکا | ۱۲   | ۳    | ۳۵     | ۳۹  | ۱۷   | ۲٫۲۹۴ | ۱٬۲۸۳  | ۱٬۱۳۷  | ۱٫۱۲۸  |
| ۳    | برزیل               | ۱۱   | ۴    | ۳۵     | ۴۰  | ۱۶   | ۲٫۵۰۰ | ۱٬۳۱۸  | ۱٬۱۵۰  | ۱٫۱۴۶  |
| ۴    | ایتالیا             | ۱۱   | ۴    | ۳۴     | ۳۹  | ۲۱   | ۱٫۸۵۷ | ۱٬۳۷۵  | ۱٬۲۳۳  | ۱٫۱۱۵  |
| ۵    | ترکیه               | ۱۱   | ۴    | ۳۲     | ۳۶  | ۱۸   | ۲٫۰۰۰ | ۱٬۲۵۹  | ۱٬۱۰۹  | ۱٫۱۳۵  |
| ۶    | لهستان              | ۹    | ۶    | ۲۶     | ۳۳  | ۲۹   | ۱٫۱۳۸ | ۱٬۳۶۰  | ۱٬۳۵۴  | ۱٫۰۰۴  |
| ۷    | بلژیک               | ۸    | ۷    | ۲۲     | ۲۸  | ۲۹   | ۰٫۹۶۶ | ۱٬۲۰۸  | ۱٬۲۶۰  | ۰٫۹۵۹  |
| ۸    | دومینیکن            | ۸    | ۷    | ۲۱     | ۳۱  | ۳۳   | ۰٫۹۳۹ | ۱٬۴۲۲  | ۱٬۴۳۷  | ۰٫۹۹۰  |
| ۹    | ژاپن                | ۷    | ۸    | ۲۲     | ۲۷  | ۲۷   | ۱٫۰۰۰ | ۱٬۲۲۵  | ۱٬۲۱۳  | ۱٫۰۱۰  |
| ۱۰   | آلمان               | ۷    | ۸    | ۲۱     | ۲۴  | ۲۹   | ۰٫۸۲۸ | ۱٬۱۶۹  | ۱٬۱۸۰  | ۰٫۹۹۱  |
| ۱۱   | هلند                | ۶    | ۹    | ۲۰     | ۲۷  | ۳۰   | ۰٫۹۰۰ | ۱٬۲۰۶  | ۱٬۲۵۹  | ۰٫۹۵۸  |
| ۱۲   | تایلند              | ۵    | ۱۰   | ۱۶     | ۱۷  | ۳۳   | ۰٫۵۱۵ | ۱٬۰۴۶  | ۱٬۱۷۰  | ۰٫۸۹۴  |
| ۱۳   | صربستان             | ۵    | ۱۰   | ۱۵     | ۲۰  | ۳۳   | ۰٫۶۰۶ | ۱٬۱۳۲  | ۱٬۲۱۰  | ۰٫۹۳۶  |
| ۱۴   | روسیه               | ۳    | ۱۲   | ۱۰     | ۱۶  | ۳۸   | ۰٫۴۲۱ | ۱٬۱۱۲  | ۱٬۲۸۳  | ۰٫۸۶۷  |
| ۱۵   | کرهٔ جنوبی           | ۳    | ۱۲   | ۹      | ۱۶  | ۳۷   | ۰٫۴۳۲ | ۱٬۰۹۲  | ۱٬۲۲۲  | ۰٫۸۹۴  |
| ۱۶   | بلغارستان           | ۲    | ۱۳   | ۷      | ۱۳  | ۴۱   | ۰٫۳۱۷ | ۱٬۱۲۶  | ۱٬۲۹۶  | ۰٫۸۶۹  |

### هفته ۱

#### گروه ۱
- تمام زمان‌ها براساس ساعت تابستانی اروپای مرکزی (یوتی‌سی 2:00+) می‌باشد.

| تاریخ | ساعت  |         | امتیاز |         | ست ۱  | ست ۲  | ست ۳  | ست ۴  | ست ۵  | مجموع   | گزارش     |
| ----- | ----- | ------- | ------ | ------- | ----- | ----- | ----- | ----- | ----- | ------- | --------- |
| ۲۱ مه | ۱۷:۳۰ | تایلند  | ۳–۰    | آلمان   | ۲۶–۲۴ | ۲۵–۱۹ | ۲۵–۲۲ |       |       | ۷۶–۶۵   | P2 Report |
| ۲۱ مه | ۲۰:۳۰ | لهستان  | ۲–۳    | ایتالیا | ۱۵–۲۵ | ۲۲–۲۵ | ۲۵–۱۸ | ۲۵–۲۱ | ۱۵–۱۷ | ۱۰۲–۱۰۶ | P2 Report |
| ۲۲ مه | ۱۷:۳۰ | تایلند  | ۰–۳    | ایتالیا | ۱۳–۲۵ | ۱۷–۲۵ | ۲۴–۲۶ |       |       | ۵۴–۷۶   | P2 Report |
| ۲۲ مه | ۲۰:۳۰ | لهستان  | ۳–۱    | آلمان   | ۲۵–۲۱ | ۲۳–۲۵ | ۲۵–۲۳ | ۲۶–۲۴ |       | ۹۹–۹۳   | P2 Report |
| ۲۳ مه | ۱۷:۳۰ | ایتالیا | ۳–۰    | آلمان   | ۲۵–۱۹ | ۲۶–۲۴ | ۲۷–۲۵ |       |       | ۷۸–۶۸   | P2 Report |
| ۲۳ مه | ۲۰:۳۰ | تایلند  | ۰–۳    | لهستان  | ۲۰–۲۵ | ۲۰–۲۵ | ۱۳–۲۵ |       |       | ۵۳–۷۵   | P2 Report |

#### گروه ۲
- تمام زمان‌ها براساس ساعت تابستانی اروپای شرقی (یوتی‌سی 3:00+) می‌باشد.

| تاریخ | ساعت  |                     | امتیاز |                     | ست ۱  | ست ۲  | ست ۳  | ست ۴  | ست ۵  | مجموع  | گزارش     |
| ----- | ----- | ------------------- | ------ | ------------------- | ----- | ----- | ----- | ----- | ----- | ------ | --------- |
| ۲۱ مه | ۱۷:۰۰ | بلژیک               | ۰–۳    | ایالات متحده آمریکا | ۲۳–۲۵ | ۸–۲۵  | ۲۲–۲۵ |       |       | ۵۳–۷۵  | P2 Report |
| ۲۱ مه | ۲۰:۳۰ | بلغارستان           | ۱–۳    | ژاپن                | ۲۳–۲۵ | ۲۵–۲۱ | ۱۹–۲۵ | ۲۳–۲۵ |       | ۹۰–۹۶  | P2 Report |
| ۲۲ مه | ۱۷:۰۰ | ژاپن                | ۱–۳    | ایالات متحده آمریکا | ۲۱–۲۵ | ۲۶–۲۴ | ۲۱–۲۵ | ۲۰–۲۵ |       | ۸۸–۹۹  | P2 Report |
| ۲۲ مه | ۲۰:۳۰ | بلغارستان           | ۲–۳    | بلژیک               | ۲۵–۱۹ | ۲۵–۱۵ | ۲۲–۲۵ | ۱۶–۲۵ | ۱۳–۱۵ | ۱۰۱–۹۹ | P2 Report |
| ۲۳ مه | ۱۷:۰۰ | بلژیک               | ۳–۱    | ژاپن                | ۲۲–۲۵ | ۲۵–۲۰ | ۲۵–۲۳ | ۲۵–۱۸ |       | ۹۷–۸۶  | P2 Report |
| ۲۳ مه | ۲۰:۳۰ | ایالات متحده آمریکا | ۳–۰    | بلغارستان           | ۲۵–۲۰ | ۲۵–۱۶ | ۲۵–۲۱ |       |       | ۷۵–۵۷  | P2 Report |

#### گروه ۳
- تمام زمان‌ها براساس Brasília time (یوتی‌سی 3:00-) می‌باشد.

| تاریخ | ساعت  |          | امتیاز |          | ست ۱  | ست ۲  | ست ۳  | ست ۴  | ست ۵ | مجموع  | گزارش     |
| ----- | ----- | -------- | ------ | -------- | ----- | ----- | ----- | ----- | ---- | ------ | --------- |
| ۲۱ مه | ۱۷:۰۰ | دومینیکن | ۳–۱    | روسیه    | ۲۵–۲۱ | ۲۲–۲۵ | ۲۵–۱۸ | ۲۸–۲۶ |      | ۱۰۰–۹۰ | P2 Report |
| ۲۱ مه | ۲۰:۰۰ | برزیل    | ۳–۰    | چین      | ۲۵–۱۵ | ۲۵–۲۱ | ۲۵–۲۱ |       |      | ۷۵–۵۷  | P2 Report |
| ۲۲ مه | ۱۷:۰۰ | چین      | ۱–۳    | روسیه    | ۲۲–۲۵ | ۲۵–۱۶ | ۱۶–۲۵ | ۲۳–۲۵ |      | ۸۶–۹۱  | P2 Report |
| ۲۲ مه | ۲۰:۰۰ | برزیل    | ۱–۳    | دومینیکن | ۲۲–۲۵ | ۲۰–۲۵ | ۲۵–۲۲ | ۲۶–۲۸ |      | ۹۳–۱۰۰ | P2 Report |
| ۲۳ مه | ۱۷:۰۰ | چین      | ۳–۱    | دومینیکن | ۱۶–۲۵ | ۲۵–۲۳ | ۲۵–۲۳ | ۲۵–۲۳ |      | ۹۱–۹۴  | P2 Report |
| ۲۳ مه | ۲۰:۰۰ | برزیل    | ۳–۰    | روسیه    | ۲۵–۱۵ | ۲۵–۱۷ | ۲۵–۱۴ |       |      | ۷۵–۴۶  | P2 Report |

#### گروه ۴
- تمام زمان‌ها براساس ساعت تابستانی اروپای مرکزی (یوتی‌سی 2:00+) می‌باشد.

| تاریخ | ساعت  |           | امتیاز |           | ست ۱  | ست ۲  | ست ۳  | ست ۴  | ست ۵ | مجموع | گزارش     |
| ----- | ----- | --------- | ------ | --------- | ----- | ----- | ----- | ----- | ---- | ----- | --------- |
| ۲۱ مه | ۱۷:۰۰ | کرهٔ جنوبی | ۰–۳    | ترکیه     | ۱۵–۲۵ | ۲۶–۲۸ | ۱۹–۲۵ |       |      | ۶۰–۷۸ | P2 Report |
| ۲۱ مه | ۲۰:۰۰ | صربستان   | ۳–۰    | هلند      | ۲۵–۱۵ | ۲۵–۲۲ | ۲۵–۱۹ |       |      | ۷۵–۵۶ | P2 Report |
| ۲۲ مه | ۱۷:۰۰ | صربستان   | ۳–۱    | کرهٔ جنوبی | ۱۵–۲۵ | ۲۵–۱۸ | ۲۵–۱۷ | ۲۵–۱۴ |      | ۹۰–۷۴ | P2 Report |
| ۲۲ مه | ۲۰:۰۰ | هلند      | ۱–۳    | ترکیه     | ۲۲–۲۵ | ۱۴–۲۵ | ۲۵–۲۱ | ۱۵–۲۵ |      | ۷۶–۹۶ | P2 Report |
| ۲۳ مه | ۱۷:۰۰ | هلند      | ۳–۰    | کرهٔ جنوبی | ۲۵–۱۸ | ۲۵–۲۱ | ۲۵–۱۸ |       |      | ۷۵–۵۷ | P2 Report |
| ۲۳ مه | ۲۰:۰۰ | ترکیه     | ۳–۰    | صربستان   | ۲۵–۱۹ | ۲۵–۲۳ | ۲۵–۲۰ |       |      | ۷۵–۶۲ | P2 Report |

### هفته ۲

#### گروه ۵
- تمام زمان‌ها براساس ساعت تابستانی اروپای مرکزی (یوتی‌سی 2:00+) می‌باشد.

| تاریخ | ساعت  |                     | امتیاز |                     | ست ۱  | ست ۲  | ست ۳  | ست ۴  | ست ۵  | مجموع   | گزارش     |
| ----- | ----- | ------------------- | ------ | ------------------- | ----- | ----- | ----- | ----- | ----- | ------- | --------- |
| ۲۸ مه | ۱۷:۰۰ | ایالات متحده آمریکا | ۳–۱    | صربستان             | ۲۳–۲۵ | ۲۵–۱۶ | ۲۵–۱۵ | ۲۵–۲۱ |       | ۹۸–۷۷   | P2 Report |
| ۲۸ مه | ۲۰:۰۰ | ایتالیا             | ۳–۱    | دومینیکن            | ۲۵–۱۸ | ۲۷–۲۵ | ۱۸–۲۵ | ۲۵–۲۰ |       | ۹۵–۸۸   | P2 Report |
| ۲۹ مه | ۱۷:۰۰ | صربستان             | ۳–۱    | دومینیکن            | ۲۵–۱۷ | ۱۸–۲۵ | ۲۵–۱۲ | ۲۵–۱۹ |       | ۹۳–۷۳   | P2 Report |
| ۲۹ مه | ۲۰:۰۰ | ایالات متحده آمریکا | ۳–۲    | ایتالیا             | ۲۵–۲۲ | ۱۷–۲۵ | ۲۳–۲۵ | ۲۵–۱۹ | ۱۵–۱۱ | ۱۰۵–۱۰۲ | P2 Report |
| ۳۰ مه | ۱۷:۰۰ | دومینیکن            | ۳–۲    | ایالات متحده آمریکا | ۲۵–۱۰ | ۱۶–۲۵ | ۲۵–۱۹ | ۱۹–۲۵ | ۱۵–۱۱ | ۱۰۰–۹۰  | P2 Report |
| ۳۰ مه | ۲۰:۰۰ | صربستان             | ۱–۳    | ایتالیا             | ۲۷–۲۵ | ۱۷–۲۵ | ۲۵–۲۷ | ۲۳–۲۵ |       | ۹۲–۱۰۲  | P2 Report |

#### گروه ۶
- تمام زمان‌ها براساس Further-eastern European Time (یوتی‌سی 3:00+) می‌باشد.

| تاریخ | ساعت  |       | امتیاز |       | ست ۱  | ست ۲  | ست ۳  | ست ۴  | ست ۵ | مجموع | گزارش     |
| ----- | ----- | ----- | ------ | ----- | ----- | ----- | ----- | ----- | ---- | ----- | --------- |
| ۲۸ مه | ۱۴:۳۰ | روسیه | ۰–۳    | آلمان | ۱۴–۲۵ | ۲۱–۲۵ | ۲۰–۲۵ |       |      | ۵۵–۷۵ | P2 Report |
| ۲۸ مه | ۱۷:۳۰ | ترکیه | ۰–۳    | ژاپن  | ۲۳–۲۵ | ۲۲–۲۵ | ۱۴–۲۵ |       |      | ۵۹–۷۵ | P2 Report |
| ۲۹ مه | ۱۴:۳۰ | ژاپن  | ۳–۱    | روسیه | ۲۵–۲۲ | ۲۳–۲۵ | ۲۵–۱۸ | ۲۶–۲۴ |      | ۹۹–۸۹ | P2 Report |
| ۲۹ مه | ۱۷:۳۰ | آلمان | ۰–۳    | ترکیه | ۲۱–۲۵ | ۱۶–۲۵ | ۱۵–۲۵ |       |      | ۵۲–۷۵ | P2 Report |
| ۳۰ مه | ۱۴:۳۰ | ژاپن  | ۳–۰    | آلمان | ۲۵–۲۳ | ۲۵–۱۹ | ۲۵–۱۷ |       |      | ۷۵–۵۹ | P2 Report |
| ۳۰ مه | ۱۷:۳۰ | ترکیه | ۳–۰    | روسیه | ۲۵–۱۹ | ۲۵–۲۱ | ۲۵–۲۰ |       |      | ۷۵–۶۰ | P2 Report |

#### گروه ۷
- تمام زمان‌ها براساس زمان چین (یوتی‌سی 8:00+) می‌باشد.

| تاریخ | ساعت  |           | امتیاز |           | ست ۱  | ست ۲  | ست ۳  | ست ۴  | ست ۵ | مجموع | گزارش     |
| ----- | ----- | --------- | ------ | --------- | ----- | ----- | ----- | ----- | ---- | ----- | --------- |
| ۲۸ مه | ۱۵:۳۰ | بلژیک     | ۰–۳    | کرهٔ جنوبی | ۱۵–۲۵ | ۱۷–۲۵ | ۲۱–۲۵ |       |      | ۵۳–۷۵ | P2 Report |
| ۲۸ مه | ۱۹:۳۰ | چین       | ۳–۰    | تایلند    | ۲۵–۲۱ | ۲۵–۱۷ | ۲۵–۹  |       |      | ۷۵–۴۷ | P2 Report |
| ۲۹ مه | ۱۶:۳۰ | کرهٔ جنوبی | ۱–۳    | تایلند    | ۲۱–۲۵ | ۲۵–۱۹ | ۱۹–۲۵ | ۲۰–۲۵ |      | ۸۵–۹۴ | P2 Report |
| ۲۹ مه | ۱۹:۳۰ | چین       | ۳–۰    | بلژیک     | ۲۵–۱۶ | ۲۵–۲۰ | ۲۵–۱۴ |       |      | ۷۵–۵۰ | P2 Report |
| ۳۰ مه | ۱۶:۳۰ | بلژیک     | ۳–۰    | تایلند    | ۲۵–۲۱ | ۲۵–۲۲ | ۲۵–۲۳ |       |      | ۷۵–۶۶ | P2 Report |
| ۳۰ مه | ۱۹:۳۰ | چین       | ۳–۰    | کرهٔ جنوبی | ۲۵–۲۱ | ۲۵–۱۲ | ۲۵–۱۱ |       |      | ۷۵–۴۴ | P2 Report |

#### گروه ۸
- تمام زمان‌ها براساس ساعت تابستانی اروپای مرکزی (یوتی‌سی 2:00+) می‌باشد.

| تاریخ | ساعت  |           | امتیاز |           | ست ۱  | ست ۲  | ست ۳  | ست ۴  | ست ۵  | مجموع   | گزارش     |
| ----- | ----- | --------- | ------ | --------- | ----- | ----- | ----- | ----- | ----- | ------- | --------- |
| ۲۸ مه | ۱۶:۳۰ | بلغارستان | ۱–۳    | لهستان    | ۲۵–۲۳ | ۲۱–۲۵ | ۲۱–۲۵ | ۱۷–۲۵ |       | ۸۴–۹۸   | P2 Report |
| ۲۸ مه | ۱۹:۳۰ | هلند      | ۲–۳    | برزیل     | ۲۵–۲۱ | ۲۸–۳۰ | ۲۰–۲۵ | ۲۵–۱۸ | ۱۱–۱۵ | ۱۰۹–۱۰۹ | P2 Report |
| ۲۹ مه | ۱۶:۳۰ | لهستان    | ۳–۲    | برزیل     | ۲۵–۲۰ | ۲۵–۲۲ | ۲۶–۲۸ | ۱۸–۲۵ | ۱۵–۹  | ۱۰۹–۱۰۴ | P2 Report |
| ۲۹ مه | ۱۹:۳۰ | هلند      | ۳–۱    | بلغارستان | ۲۲–۲۵ | ۲۵–۲۲ | ۲۵–۲۰ | ۲۵–۱۹ |       | ۹۷–۸۶   | P2 Report |
| ۳۰ مه | ۱۶:۳۰ | لهستان    | ۳–۱    | هلند      | ۲۵–۱۳ | ۲۵–۲۷ | ۲۵–۲۰ | ۲۵–۱۵ |       | ۱۰۰–۷۵  | P2 Report |
| ۳۰ مه | ۱۹:۳۰ | برزیل     | ۳–۰    | بلغارستان | ۲۵–۱۸ | ۲۵–۲۳ | ۲۵–۱۸ |       |       | ۷۵–۵۹   | P2 Report |

### هفته ۳

#### گروه ۹
- تمام زمان‌ها براساس Hong Kong Time (یوتی‌سی 8:00+) می‌باشد.

| تاریخ  | ساعت  |         | امتیاز |         | ست ۱  | ست ۲  | ست ۳  | ست ۴  | ست ۵  | مجموع   | گزارش     |
| ------ | ----- | ------- | ------ | ------- | ----- | ----- | ----- | ----- | ----- | ------- | --------- |
| ۴ ژوئن | ۱۷:۳۰ | هلند    | ۱–۳    | ایتالیا | ۱۳–۲۵ | ۲۵–۲۲ | ۱۹–۲۵ | ۱۶–۲۵ |       | ۷۳–۹۷   | P2 Report |
| ۴ ژوئن | ۲۰:۳۰ | چین     | ۳–۰    | ژاپن    | ۲۷–۲۵ | ۲۵–۱۸ | ۲۵–۲۱ |       |       | ۷۷–۶۴   | P2 Report |
| ۵ ژوئن | ۱۷:۳۰ | ایتالیا | ۳–۰    | ژاپن    | ۲۵–۲۱ | ۲۵–۱۶ | ۲۵–۲۲ |       |       | ۷۵–۵۹   | P2 Report |
| ۵ ژوئن | ۲۰:۳۰ | هلند    | ۰–۳    | چین     | ۱۶–۲۵ | ۱۹–۲۵ | ۱۹–۲۵ |       |       | ۵۴–۷۵   | P2 Report |
| ۶ ژوئن | ۱۷:۳۰ | ژاپن    | ۳–۰    | هلند    | ۲۵–۱۷ | ۲۵–۱۷ | ۲۵–۲۱ |       |       | ۷۵–۵۵   | P2 Report |
| ۶ ژوئن | ۲۰:۳۰ | چین     | ۳–۲    | ایتالیا | ۱۸–۲۵ | ۲۲–۲۵ | ۲۵–۲۳ | ۲۶–۲۴ | ۱۵–۱۳ | ۱۰۶–۱۱۰ | P2 Report |

#### گروه ۱۰
- تمام زمان‌ها براساس منطقه زمانی مرکزی (یوتی‌سی 5:00-) می‌باشد.

| تاریخ  | ساعت  |                     | امتیاز |           | ست ۱  | ست ۲  | ست ۳  | ست ۴  | ست ۵  | مجموع   | گزارش     |
| ------ | ----- | ------------------- | ------ | --------- | ----- | ----- | ----- | ----- | ----- | ------- | --------- |
| ۴ ژوئن | ۱۶:۳۰ | برزیل               | ۲–۳    | آلمان     | ۲۵–۲۱ | ۲۹–۳۱ | ۲۵–۲۱ | ۲۰–۲۵ | ۱۳–۱۵ | ۱۱۲–۱۱۳ | P2 Report |
| ۴ ژوئن | ۱۹:۳۰ | ایالات متحده آمریکا | ۳–۱    | کرهٔ جنوبی | ۱۹–۲۵ | ۲۵–۱۵ | ۲۵–۲۲ | ۲۵–۱۹ |       | ۹۴–۸۱   | P2 Report |
| ۵ ژوئن | ۱۶:۳۰ | کرهٔ جنوبی           | ۰–۳    | برزیل     | ۱۷–۲۵ | ۱۶–۲۵ | ۱۱–۲۵ |       |       | ۴۴–۷۵   | P2 Report |
| ۵ ژوئن | ۱۹:۳۰ | ایالات متحده آمریکا | ۳–۰    | آلمان     | ۲۵–۱۸ | ۲۵–۲۲ | ۲۵–۱۸ |       |       | ۷۵–۵۸   | P2 Report |
| ۶ ژوئن | ۱۶:۳۰ | آلمان               | ۳–۰    | کرهٔ جنوبی | ۲۵–۱۵ | ۲۵–۲۲ | ۲۵–۱۶ |       |       | ۷۵–۵۳   | P2 Report |
| ۶ ژوئن | ۱۹:۳۰ | ایالات متحده آمریکا | ۱–۳    | برزیل     | ۱۹–۲۵ | ۱۷–۲۵ | ۲۵–۲۲ | ۲۰–۲۵ |       | ۸۱–۹۷   | P2 Report |

#### گروه ۱۱
- تمام زمان‌ها براساس زمان تایلند (یوتی‌سی 7:00+) می‌باشد.

| تاریخ  | ساعت  |          | امتیاز |           | ست ۱  | ست ۲  | ست ۳  | ست ۴  | ست ۵  | مجموع   | گزارش     |
| ------ | ----- | -------- | ------ | --------- | ----- | ----- | ----- | ----- | ----- | ------- | --------- |
| ۴ ژوئن | ۱۵:۰۵ | دومینیکن | ۱–۳    | ترکیه     | ۲۰–۲۵ | ۲۱–۲۵ | ۲۶–۲۴ | ۱۸–۲۵ |       | ۸۵–۹۹   | P2 Report |
| ۴ ژوئن | ۱۸:۰۵ | تایلند   | ۳–۱    | بلغارستان | ۲۵–۲۷ | ۲۵–۲۰ | ۲۵–۲۲ | ۲۵–۲۲ |       | ۱۰۰–۹۱  | P2 Report |
| ۵ ژوئن | ۱۵:۰۵ | ترکیه    | ۳–۰    | بلغارستان | ۲۵–۱۴ | ۲۵–۹  | ۲۵–۲۳ |       |       | ۷۵–۴۶   | P2 Report |
| ۵ ژوئن | ۱۸:۰۵ | تایلند   | ۲–۳    | دومینیکن  | ۲۹–۳۱ | ۲۵–۱۳ | ۲۸–۳۰ | ۲۵–۲۰ | ۱۴–۱۶ | ۱۲۱–۱۱۰ | P2 Report |
| ۶ ژوئن | ۱۵:۰۵ | دومینیکن | ۳–۱    | بلغارستان | ۲۵–۲۰ | ۲۵–۲۱ | ۲۹–۳۱ | ۲۵–۲۰ |       | ۱۰۴–۹۲  | P2 Report |
| ۶ ژوئن | ۱۸:۰۵ | تایلند   | ۰–۳    | ترکیه     | ۱۶–۲۵ | ۱۸–۲۵ | ۱۳–۲۵ |       |       | ۴۷–۷۵   | P2 Report |

#### گروه ۱۲
- تمام زمان‌ها براساس ساعت تابستانی اروپای مرکزی (یوتی‌سی 2:00+) می‌باشد.

| تاریخ  | ساعت  |         | امتیاز |         | ست ۱  | ست ۲  | ست ۳  | ست ۴  | ست ۵ | مجموع   | گزارش     |
| ------ | ----- | ------- | ------ | ------- | ----- | ----- | ----- | ----- | ---- | ------- | --------- |
| ۴ ژوئن | ۱۷:۱۵ | صربستان | ۳–۰    | لهستان  | ۲۷–۲۵ | ۲۵–۲۱ | ۲۵–۲۲ |       |      | ۷۷–۶۸   | P2 Report |
| ۴ ژوئن | ۲۰:۱۵ | بلژیک   | ۳–۰    | روسیه   | ۲۵–۲۲ | ۲۵–۲۰ | ۲۵–۲۲ |       |      | ۷۵–۶۴   | P2 Report |
| ۵ ژوئن | ۱۷:۱۵ | روسیه   | ۱–۳    | صربستان | ۲۵–۲۲ | ۱۸–۲۵ | ۱۱–۲۵ | ۲۲–۲۵ |      | ۷۶–۹۷   | P2 Report |
| ۵ ژوئن | ۲۰:۱۵ | بلژیک   | ۱–۳    | لهستان  | ۲۲–۲۵ | ۲۵–۲۱ | ۱۸–۲۵ | ۲۳–۲۵ |      | ۸۸–۹۶   | P2 Report |
| ۶ ژوئن | ۱۷:۱۵ | لهستان  | ۳–۲    | روسیه   | ۲۵–۲۳ | ۲۴–۲۶ | ۲۵–۲۷ | ۲۵–۲۰ | ۱۵–۹ | ۱۱۴–۱۰۵ | P2 Report |
| ۶ ژوئن | ۲۰:۱۵ | بلژیک   | ۳–۰    | صربستان | ۲۵–۲۱ | ۲۵–۲۱ | ۲۵–۱۴ |       |      | ۷۵–۵۶   | P2 Report |

### هفته ۴

#### گروه ۱۳
- تمام زمان‌ها براساس ساعت تابستانی اروپای مرکزی (یوتی‌سی 2:00+) می‌باشد.

| تاریخ   | ساعت  |           | امتیاز |           | ست ۱  | ست ۲  | ست ۳  | ست ۴  | ست ۵ | مجموع | گزارش     |
| ------- | ----- | --------- | ------ | --------- | ----- | ----- | ----- | ----- | ---- | ----- | --------- |
| ۱۱ ژوئن | ۱۷:۰۰ | روسیه     | ۳–۱    | کرهٔ جنوبی | ۲۵–۲۳ | ۱۵–۲۵ | ۲۵–۲۰ | ۲۵–۱۷ |      | ۹۰–۸۵ | P2 Report |
| ۱۱ ژوئن | ۲۰:۰۰ | ایتالیا   | ۳–۰    | بلغارستان | ۲۵–۱۹ | ۲۵–۲۳ | ۲۵–۲۰ |       |      | ۷۵–۶۲ | P2 Report |
| ۱۲ ژوئن | ۱۷:۰۰ | بلغارستان | ۰–۳    | روسیه     | ۲۰–۲۵ | ۲۳–۲۵ | ۱۶–۲۵ |       |      | ۵۹–۷۵ | P2 Report |
| ۱۲ ژوئن | ۲۰:۰۰ | ایتالیا   | ۳–۱    | کرهٔ جنوبی | ۲۵–۱۷ | ۲۵–۲۱ | ۲۳–۲۵ | ۲۵–۱۳ |      | ۹۸–۷۶ | P2 Report |
| ۱۳ ژوئن | ۱۷:۰۰ | کرهٔ جنوبی | ۱–۳    | بلغارستان | ۲۵–۲۰ | ۲۳–۲۵ | ۱۹–۲۵ | ۲۴–۲۶ |      | ۹۱–۹۶ | P2 Report |
| ۱۳ ژوئن | ۲۰:۰۰ | ایتالیا   | ۳–۱    | روسیه     | ۲۲–۲۵ | ۲۵–۲۱ | ۲۵–۱۵ | ۲۵–۲۱ |      | ۹۷–۸۲ | P2 Report |

#### گروه ۱۴
- تمام زمان‌ها براساس ساعت تابستانی اروپای مرکزی (یوتی‌سی 2:00+) می‌باشد.

| تاریخ   | ساعت  |          | امتیاز |          | ست ۱  | ست ۲  | ست ۳  | ست ۴  | ست ۵  | مجموع   | گزارش     |
| ------- | ----- | -------- | ------ | -------- | ----- | ----- | ----- | ----- | ----- | ------- | --------- |
| ۱۱ ژوئن | ۱۷:۳۰ | بلژیک    | ۳–۲    | هلند     | ۲۲–۲۵ | ۲۳–۲۵ | ۲۵–۱۷ | ۲۵–۱۹ | ۱۵–۱۰ | ۱۱۰–۹۶  | P2 Report |
| ۱۱ ژوئن | ۲۰:۰۰ | آلمان    | ۳–۱    | دومینیکن | ۲۵–۱۹ | ۱۴–۲۵ | ۲۵–۱۹ | ۲۵–۲۱ |       | ۸۹–۸۴   | P2 Report |
| ۱۲ ژوئن | ۱۷:۳۰ | دومینیکن | ۰–۳    | هلند     | ۱۸–۲۵ | ۲۱–۲۵ | ۱۹–۲۵ |       |       | ۵۸–۷۵   | P2 Report |
| ۱۲ ژوئن | ۲۰:۰۰ | آلمان    | ۳–۱    | بلژیک    | ۲۵–۲۱ | ۲۵–۲۳ | ۲۴–۲۶ | ۲۵–۱۶ |       | ۹۹–۸۶   | P2 Report |
| ۱۳ ژوئن | ۱۷:۳۰ | بلژیک    | ۲–۳    | دومینیکن | ۲۵–۲۱ | ۲۲–۲۵ | ۲۵–۲۱ | ۱۴–۲۵ | ۱۱–۱۵ | ۹۷–۱۰۷  | P2 Report |
| ۱۳ ژوئن | ۲۰:۰۰ | آلمان    | ۲–۳    | هلند     | ۲۵–۲۱ | ۲۳–۲۵ | ۲۵–۲۰ | ۱۳–۲۵ | ۱۴–۱۶ | ۱۰۰–۱۰۷ | P2 Report |

#### گروه ۱۵
- تمام زمان‌ها براساس زمان استاندارد ژاپن (یوتی‌سی 9:00+) می‌باشد.

| تاریخ   | ساعت  |         | امتیاز |         | ست ۱  | ست ۲  | ست ۳  | ست ۴  | ست ۵ | مجموع | گزارش     |
| ------- | ----- | ------- | ------ | ------- | ----- | ----- | ----- | ----- | ---- | ----- | --------- |
| ۱۱ ژوئن | ۱۵:۴۰ | صربستان | ۰–۳    | تایلند  | ۲۲–۲۵ | ۲۳–۲۵ | ۲۱–۲۵ |       |      | ۶۶–۷۵ | P2 Report |
| ۱۱ ژوئن | ۱۹:۱۰ | ژاپن    | ۱–۳    | برزیل   | ۱۷–۲۵ | ۱۹–۲۵ | ۲۵–۲۰ | ۲۲–۲۵ |      | ۸۳–۹۵ | P2 Report |
| ۱۲ ژوئن | ۱۵:۴۰ | برزیل   | ۳–۰    | تایلند  | ۲۵–۱۹ | ۲۵–۱۷ | ۲۵–۲۱ |       |      | ۷۵–۵۷ | P2 Report |
| ۱۲ ژوئن | ۱۹:۱۰ | ژاپن    | ۳–۱    | صربستان | ۱۹–۲۵ | ۲۵–۱۴ | ۲۵–۲۳ | ۲۵–۱۴ |      | ۹۴–۷۶ | P2 Report |
| ۱۳ ژوئن | ۱۵:۴۰ | برزیل   | ۳–۰    | صربستان | ۲۵–۲۳ | ۲۵–۲۱ | ۲۵–۱۵ |       |      | ۷۵–۵۹ | P2 Report |
| ۱۳ ژوئن | ۱۹:۱۰ | ژاپن    | ۳–۰    | تایلند  | ۲۵–۲۲ | ۲۵–۲۲ | ۲۵–۱۴ |       |      | ۷۵–۵۸ | P2 Report |

#### گروه ۱۶
- تمام زمان‌ها براساس زمان چین (یوتی‌سی 8:00+) می‌باشد.

| تاریخ   | ساعت  |                     | امتیاز |                     | ست ۱  | ست ۲  | ست ۳  | ست ۴  | ست ۵  | مجموع  | گزارش     |
| ------- | ----- | ------------------- | ------ | ------------------- | ----- | ----- | ----- | ----- | ----- | ------ | --------- |
| ۱۱ ژوئن | ۱۶:۰۰ | ایالات متحده آمریکا | ۰–۳    | ترکیه               | ۱۵–۲۵ | ۱۷–۲۵ | ۲۵–۲۷ |       |       | ۵۷–۷۷  | P2 Report |
| ۱۱ ژوئن | ۲۰:۰۰ | چین                 | ۳–۰    | لهستان              | ۲۵–۱۲ | ۲۵–۱۸ | ۲۵–۲۲ |       |       | ۷۵–۵۲  | P2 Report |
| ۱۲ ژوئن | ۱۶:۰۰ | لهستان              | ۱–۳    | ایالات متحده آمریکا | ۲۵–۲۱ | ۲۳–۲۵ | ۱۵–۲۵ | ۱۱–۲۵ |       | ۷۴–۹۶  | P2 Report |
| ۱۲ ژوئن | ۲۰:۰۰ | چین                 | ۳–۰    | ترکیه               | ۲۶–۲۴ | ۲۵–۱۹ | ۲۵–۲۱ |       |       | ۷۶–۶۴  | P2 Report |
| ۱۳ ژوئن | ۱۶:۰۰ | ترکیه               | ۳–۲    | لهستان              | ۲۲–۲۵ | ۱۸–۲۵ | ۲۵–۱۶ | ۲۵–۲۰ | ۱۵–۱۲ | ۱۰۵–۹۸ | P2 Report |
| ۱۳ ژوئن | ۲۰:۰۰ | چین                 | ۰–۳    | ایالات متحده آمریکا | ۱۷–۲۵ | ۲۲–۲۵ | ۲۱–۲۵ |       |       | ۶۰–۷۵  | P2 Report |

### هفته ۵

#### گروه ۱۷
- تمام زمان‌ها براساس Further-eastern European Time (یوتی‌سی 3:00+) می‌باشد.

| تاریخ   | ساعت  |         | امتیاز |         | ست ۱  | ست ۲  | ست ۳  | ست ۴  | ست ۵  | مجموع   | گزارش     |
| ------- | ----- | ------- | ------ | ------- | ----- | ----- | ----- | ----- | ----- | ------- | --------- |
| ۱۸ ژوئن | ۱۶:۰۰ | برزیل   | ۳–۰    | ایتالیا | ۲۵–۲۱ | ۲۵–۲۰ | ۲۵–۲۳ |       |       | ۷۵–۶۴   | P2 Report |
| ۱۸ ژوئن | ۱۹:۰۰ | ترکیه   | ۱–۳    | بلژیک   | ۲۷–۲۵ | ۲۴–۲۶ | ۲۱–۲۵ | ۲۳–۲۵ |       | ۹۵–۱۰۱  | P2 Report |
| ۱۹ ژوئن | ۱۶:۰۰ | بلژیک   | ۰–۳    | برزیل   | ۲۳–۲۵ | ۱۵–۲۵ | ۱۸–۲۵ |       |       | ۵۶–۷۵   | P2 Report |
| ۱۹ ژوئن | ۱۹:۰۰ | ایتالیا | ۳–۲    | ترکیه   | ۲۵–۱۹ | ۱۷–۲۵ | ۲۳–۲۵ | ۲۵–۱۵ | ۱۶–۱۴ | ۱۰۶–۹۸  | P2 Report |
| ۲۰ ژوئن | ۱۶:۰۰ | بلژیک   | ۳–۲    | ایتالیا | ۱۲–۲۵ | ۲۵–۲۰ | ۱۶–۲۵ | ۲۵–۱۴ | ۱۵–۱۰ | ۹۳–۹۴   | P2 Report |
| ۲۰ ژوئن | ۱۹:۰۰ | ترکیه   | ۳–۲    | برزیل   | ۲۵–۲۳ | ۲۴–۲۶ | ۲۵–۲۰ | ۲۳–۲۵ | ۱۶–۱۴ | ۱۱۳–۱۰۸ | P2 Report |

#### گروه ۱۸
- تمام زمان‌ها براساس زمان چین (یوتی‌سی 8:00+) می‌باشد.

| تاریخ   | ساعت  |           | امتیاز |           | ست ۱  | ست ۲  | ست ۳  | ست ۴  | ست ۵ | مجموع | گزارش     |
| ------- | ----- | --------- | ------ | --------- | ----- | ----- | ----- | ----- | ---- | ----- | --------- |
| ۱۸ ژوئن | ۱۶:۰۰ | بلغارستان | ۳–۱    | صربستان   | ۲۱–۲۵ | ۲۵–۲۱ | ۲۵–۱۷ | ۲۵–۲۳ |      | ۹۶–۸۶ | P2 Report |
| ۱۸ ژوئن | ۱۹:۳۰ | چین       | ۳–۰    | آلمان     | ۲۵–۱۹ | ۲۵–۱۶ | ۲۵–۱۵ |       |      | ۷۵–۵۰ | P2 Report |
| ۱۹ ژوئن | ۱۶:۰۰ | صربستان   | ۱–۳    | آلمان     | ۱۴–۲۵ | ۲۰–۲۵ | ۲۵–۲۳ | ۱۷–۲۵ |      | ۷۶–۹۸ | P2 Report |
| ۱۹ ژوئن | ۱۹:۳۰ | چین       | ۳–۰    | بلغارستان | ۲۵–۱۸ | ۲۵–۱۹ | ۲۵–۱۶ |       |      | ۷۵–۵۳ | P2 Report |
| ۲۰ ژوئن | ۱۶:۰۰ | آلمان     | ۳–۰    | بلغارستان | ۲۵–۲۱ | ۲۵–۲۰ | ۲۵–۱۳ |       |      | ۷۵–۵۴ | P2 Report |
| ۲۰ ژوئن | ۱۹:۳۰ | چین       | ۳–۰    | صربستان   | ۲۵–۱۶ | ۲۵–۱۷ | ۲۵–۱۷ |       |      | ۷۵–۵۰ | P2 Report |

#### گروه ۱۹
- تمام زمان‌ها براساس Yekaterinburg Time (یوتی‌سی 5:00+) می‌باشد.

| تاریخ   | ساعت  |        | امتیاز |                     | ست ۱  | ست ۲  | ست ۳  | ست ۴  | ست ۵ | مجموع   | گزارش     |
| ------- | ----- | ------ | ------ | ------------------- | ----- | ----- | ----- | ----- | ---- | ------- | --------- |
| ۱۸ ژوئن | ۱۶:۰۰ | هلند   | ۳–۰    | تایلند              | ۲۵–۱۸ | ۲۵–۲۰ | ۲۵–۱۶ |       |      | ۷۵–۵۴   | P2 Report |
| ۱۸ ژوئن | ۱۹:۰۰ | روسیه  | ۰–۳    | ایالات متحده آمریکا | ۲۳–۲۵ | ۱۷–۲۵ | ۱۸–۲۵ |       |      | ۵۸–۷۵   | P2 Report |
| ۱۹ ژوئن | ۱۶:۰۰ | هلند   | ۲–۳    | ایالات متحده آمریکا | ۲۱–۲۵ | ۲۵–۲۳ | ۲۵–۲۲ | ۲۶–۲۸ | ۹–۱۵ | ۱۰۶–۱۱۳ | P2 Report |
| ۱۹ ژوئن | ۱۹:۰۰ | روسیه  | ۱–۳    | تایلند              | ۲۵–۱۹ | ۱۳–۲۵ | ۱۷–۲۵ | ۲۲–۲۵ |      | ۷۷–۹۴   | P2 Report |
| ۲۰ ژوئن | ۱۶:۰۰ | تایلند | ۰–۳    | ایالات متحده آمریکا | ۱۳–۲۵ | ۲۰–۲۵ | ۱۷–۲۵ |       |      | ۵۰–۷۵   | P2 Report |
| ۲۰ ژوئن | ۱۹:۰۰ | روسیه  | ۰–۳    | هلند                | ۱۲–۲۵ | ۲۵–۲۷ | ۱۷–۲۵ |       |      | ۵۴–۷۷   | P2 Report |

#### گروه ۲۰
- تمام زمان‌ها براساس Korea Standard Time (یوتی‌سی 9:00+) می‌باشد.

| تاریخ   | ساعت  |           | امتیاز |          | ست ۱  | ست ۲  | ست ۳  | ست ۴  | ست ۵  | مجموع   | گزارش     |
| ------- | ----- | --------- | ------ | -------- | ----- | ----- | ----- | ----- | ----- | ------- | --------- |
| ۱۸ ژوئن | ۱۶:۰۰ | ژاپن      | ۱–۳    | لهستان   | ۲۳–۲۵ | ۲۳–۲۵ | ۲۵–۱۹ | ۲۲–۲۵ |       | ۹۳–۹۴   | P2 Report |
| ۱۸ ژوئن | ۱۹:۰۰ | کرهٔ جنوبی | ۱–۳    | دومینیکن | ۱۹–۲۵ | ۲۵–۲۰ | ۲۴–۲۶ | ۲۸–۳۰ |       | ۹۶–۱۰۱  | P2 Report |
| ۱۹ ژوئن | ۱۶:۰۰ | لهستان    | ۳–۲    | دومینیکن | ۲۵–۱۸ | ۲۵–۲۰ | ۲۳–۲۵ | ۲۲–۲۵ | ۱۷–۱۵ | ۱۱۲–۱۰۳ | P2 Report |
| ۱۹ ژوئن | ۱۹:۰۰ | کرهٔ جنوبی | ۳–۰    | ژاپن     | ۲۵–۱۸ | ۲۵–۱۸ | ۲۵–۲۳ |       |       | ۷۵–۵۹   | P2 Report |
| ۲۰ ژوئن | ۱۶:۰۰ | ژاپن      | ۲–۳    | دومینیکن | ۱۷–۲۵ | ۲۳–۲۵ | ۲۶–۲۴ | ۲۸–۲۶ | ۱۰–۱۵ | ۱۰۴–۱۱۵ | P2 Report |
| ۲۰ ژوئن | ۱۹:۰۰ | کرهٔ جنوبی | ۳–۱    | لهستان   | ۲۵–۸  | ۲۲–۲۵ | ۲۵–۲۰ | ۲۵–۱۶ |       | ۹۷–۶۹   | P2 Report |

## دور نهایی
- تمام زمان‌ها براساس زمان چین (یوتی‌سی 8:00+) می‌باشد.

### بازی گروهی
|  | راه‌یافته برای نیمه‌نهایی‌ها |

#### گروه A
|      |         | بازی | بازی | امتیاز | ست  | ست   | ست    | امتیاز | امتیاز | امتیاز |
| رتبه | تیم     | برد  | باخت | امتیاز | برد | باخت | نسبت  | برد    | باخت   | نسبت   |
| ---- | ------- | ---- | ---- | ------ | --- | ---- | ----- | ------ | ------ | ------ |
| ۱    | ترکیه   | ۲    | ۰    | ۶      | ۶   | ۱    | ۶٫۰۰۰ | ۱۷۲    | ۱۴۵    | ۱٫۱۸۶  |
| ۲    | چین     | ۱    | ۱    | ۳      | ۴   | ۴    | ۱٫۰۰۰ | ۱۸۵    | ۱۸۳    | ۱٫۰۱۱  |
| ۳    | ایتالیا | ۰    | ۲    | ۰      | ۱   | ۶    | ۰٫۱۶۷ | ۱۴۳    | ۱۷۲    | ۰٫۸۳۱  |

| تاریخ    | ساعت  |         | امتیاز |         | ست ۱  | ست ۲  | ست ۳  | ست ۴  | ست ۵ | مجموع | گزارش     |
| -------- | ----- | ------- | ------ | ------- | ----- | ----- | ----- | ----- | ---- | ----- | --------- |
| ۰۳ ژوئیه | ۱۹:۳۰ | چین     | ۱–۳    | ترکیه   | ۲۲–۲۵ | ۱۹–۲۵ | ۲۵–۲۲ | ۲۲–۲۵ |      | ۸۸–۹۷ | P2 Report |
| ۰۴ ژوئیه | ۱۹:۳۰ | ایتالیا | ۰–۳    | ترکیه   | ۲۱–۲۵ | ۱۵–۲۵ | ۲۱–۲۵ |       |      | ۵۷–۷۵ | P2 Report |
| ۰۵ ژوئیه | ۱۹:۳۰ | چین     | ۳–۱    | ایتالیا | ۲۵–۱۷ | ۲۵–۲۲ | ۲۲–۲۵ | ۲۵–۲۲ |      | ۹۷–۸۶ | P2 Report |

#### گروه B
|      |                     | بازی | بازی | امتیاز | ست  | ست   | ست    | امتیاز | امتیاز | امتیاز |
| رتبه | تیم                 | برد  | باخت | امتیاز | برد | باخت | نسبت  | برد    | باخت   | نسبت   |
| ---- | ------------------- | ---- | ---- | ------ | --- | ---- | ----- | ------ | ------ | ------ |
| ۱    | ایالات متحده آمریکا | ۲    | ۰    | ۶      | ۶   | ۲    | ۳٫۰۰۰ | ۱۹۲    | ۱۶۳    | ۱٫۱۷۸  |
| ۲    | برزیل               | ۱    | ۱    | ۲      | ۴   | ۵    | ۰٫۸۰۰ | ۱۹۲    | ۱۹۵    | ۰٫۹۸۵  |
| ۳    | لهستان              | ۰    | ۲    | ۱      | ۳   | ۶    | ۰٫۵۰۰ | ۱۸۰    | ۲۰۶    | ۰٫۸۷۴  |

| تاریخ    | ساعت  |                     | امتیاز |        | ست ۱  | ست ۲  | ست ۳  | ست ۴  | ست ۵  | مجموع   | گزارش     |
| -------- | ----- | ------------------- | ------ | ------ | ----- | ----- | ----- | ----- | ----- | ------- | --------- |
| ۰۳ ژوئیه | ۱۵:۰۰ | ایالات متحده آمریکا | ۳–۱    | لهستان | ۲۱–۲۵ | ۲۵–۱۶ | ۲۵–۱۵ | ۲۶–۲۴ |       | ۹۷–۸۰   | P2 Report |
| ۰۴ ژوئیه | ۱۵:۰۰ | برزیل               | ۳–۲    | لهستان | ۲۲–۲۵ | ۲۵–۲۱ | ۲۲–۲۵ | ۲۵–۱۹ | ۱۵–۱۰ | ۱۰۹–۱۰۰ | P2 Report |
| ۰۵ ژوئیه | ۱۵:۰۰ | ایالات متحده آمریکا | ۳–۱    | برزیل  | ۲۵–۱۸ | ۲۵–۱۹ | ۲۰–۲۵ | ۲۵–۲۱ |       | ۹۵–۸۳   | P2 Report |

### چهار نهایی
|  | نیمه‌نهایی‌ها         | نیمه‌نهایی‌ها         |   |         | نهایی          | نهایی |  |
|  |                     |                     |   |         |                |       |  |
|  | ۶ ژوئیه             |                     |   |         |                |       |  |
|  | ترکیه               | ۰                   |   |         |                |       |  |
|  | برزیل               | ۳                   |   |         |                |       |  |
|  |                     |                     |   |         |                |       |  |
|  |                     |                     |   |         | ۷ ژوئیه        |       |  |
|  |                     |                     |   |         | برزیل          | ۲     |  |
|  |                     | ایالات متحده آمریکا | ۳ |         |                |       |  |
|  |                     |                     |   |         |                |       |  |
|  |                     |                     |   |         |                |       |  |
|  |                     |                     |   |         | رقابت مقام سوم |       |  |
|  | ۶ ژوئیه             | ۶ ژوئیه             |   | ۷ ژوئیه | ۷ ژوئیه        |       |  |
|  | ایالات متحده آمریکا | ۳                   |   | ترکیه   | ۱              |       |  |
|  | چین                 | ۱                   |   |         | چین            | ۳     |  |

#### نیمه‌نهایی‌ها
| تاریخ    | ساعت  |                     | امتیاز |       | ست ۱  | ست ۲  | ست ۳  | ست ۴  | ست ۵ | مجموع | گزارش     |
| -------- | ----- | ------------------- | ------ | ----- | ----- | ----- | ----- | ----- | ---- | ----- | --------- |
| ۰۶ ژوئیه | ۱۵:۰۰ | ترکیه               | ۰–۳    | برزیل | ۲۳–۲۵ | ۱۵–۲۵ | ۱۰–۲۵ |       |      | ۴۸–۷۵ | P2 Report |
| ۰۶ ژوئیه | ۱۹:۳۰ | ایالات متحده آمریکا | ۳–۱    | چین   | ۲۵–۱۱ | ۱۵–۲۵ | ۲۵–۱۷ | ۲۵–۲۰ |      | ۹۰–۷۳ | P2 Report |

#### رقابت مقام سوم
| تاریخ    | ساعت  |       | امتیاز |     | ست ۱  | ست ۲  | ست ۳  | ست ۴  | ست ۵ | مجموع | گزارش     |
| -------- | ----- | ----- | ------ | --- | ----- | ----- | ----- | ----- | ---- | ----- | --------- |
| ۰۷ ژوئیه | ۱۴:۰۰ | ترکیه | ۱–۳    | چین | ۲۳–۲۵ | ۱۵–۲۵ | ۲۵–۲۰ | ۲۱–۲۵ |      | ۸۴–۹۵ | P2 Report |

#### نهایی
| تاریخ    | ساعت  |       | امتیاز |                     | ست ۱  | ست ۲  | ست ۳  | ست ۴  | ست ۵  | مجموع  | گزارش     |
| -------- | ----- | ----- | ------ | ------------------- | ----- | ----- | ----- | ----- | ----- | ------ | --------- |
| ۰۷ ژوئیه | ۱۹:۳۰ | برزیل | ۲–۳    | ایالات متحده آمریکا | ۲۵–۲۰ | ۲۵–۲۲ | ۱۵–۲۵ | ۲۱–۲۵ | ۱۳–۱۵ | ۹۹–۱۰۷ | P2 Report |

## رده‌بندی نهایی
| رتبه | تیم                 |
| ---- | ------------------- |
| 1    | ایالات متحده آمریکا |
| 2    | برزیل               |
| 3    | چین                 |
| ۴    | ترکیه               |
| ۵    | لهستان              |
| ۶    | ایتالیا             |
| ۷    | بلژیک               |
| ۸    | دومینیکن            |
| ۹    | ژاپن                |
| ۱۰   | آلمان               |
| ۱۱   | هلند                |
| ۱۲   | تایلند              |
| ۱۳   | صربستان             |
| ۱۴   | روسیه               |
| ۱۵   | کرهٔ جنوبی           |
| ۱۶   | بلغارستان           |

| قهرمان لیگ ملت‌های ۲۰۱۹ · ایالات متحده آمریکا · دومین عنوان فهرست تیمی برای دور نهایی: Jordyn Poulter, TeTori Dixon, Lauren Carlini, جردن لارسون (c), Andrea Drews, Jordan Thompson, Michelle Bartsch-Hackley, Megan Courtney, Mikaela Foecke, Dana Rettke, Haleigh Washington, کلسی روبینسون، Chiaka Ogbogu, Mary Lake. · سر مربی: کارچ کیرالی. |

## جوایز
| - باارزش‌ترین بازیکن Andrea Drews (USA) - بهترین تنظیم کننده Macris Carneiro (BRA) - بهترین آبشار زننده قدرتی Gabriela Guimarães (BRA) Liu Yanhan (CHN) | - بهترین دفاع کننده میانی Ana Beatriz Corrêa (BRA) Haleigh Washington (USA) - بهترین قطر پاسور ابرار کاراکورت (TUR) - بهترین بازیکن آزاد Megan Courtney (USA) |

## صدرنشینان آماری

### دور مقدماتی
تا تاریخ ۲۰ ژوئن ۲۰۱۹
| بهترین امتیاز آورنده‌ها | بهترین امتیاز آورنده‌ها | بهترین امتیاز آورنده‌ها | بهترین امتیاز آورنده‌ها | بهترین امتیاز آورنده‌ها | بهترین امتیاز آورنده‌ها | بهترین امتیاز آورنده‌ها |
|                        | بازیکن                 | آبشارها                | دفاع‌ها                 | سرویس‌ها                | مجموع                  |                        |
| ---------------------- | ---------------------- | ---------------------- | ---------------------- | ---------------------- | ---------------------- | ---------------------- |
| ۱                      | Malwina Smarzek        | ۳۷۶                    | ۳۴                     | ۱۱                     | ۴۲۱                    |                        |
| ۲                      | ابرار کاراکورت         | ۲۴۷                    | ۲۱                     | ۲۳                     | ۲۹۱                    |                        |
| ۳                      | Gabriela Guimarães     | ۲۴۱                    | ۲۹                     | ۸                      | ۲۷۸                    |                        |
| ۴                      | Brayelin Martínez      | ۲۳۵                    | ۱۹                     | ۴                      | ۲۵۸                    |                        |
| ۵                      | بتهانیا دلا کروز       | ۱۸۵                    | ۳۵                     | ۲۱                     | ۲۴۱                    |                        |

| بهترین حمله کننده‌ها | بهترین حمله کننده‌ها | بهترین حمله کننده‌ها | بهترین حمله کننده‌ها | بهترین حمله کننده‌ها | بهترین حمله کننده‌ها | بهترین حمله کننده‌ها |
|                     | بازیکن              | آبشارها             | خطاها               | ضربه‌ها              | مجموع               | ٪                   |
| ------------------- | ------------------- | ------------------- | ------------------- | ------------------- | ------------------- | ------------------- |
| ۱                   | Andrea Drews        | ۲۰۵                 | ۶۸                  | ۱۵۳                 | ۴۲۶                 | ۴۸٫۱۲               |
| ۲                   | Brayelin Martínez   | ۲۳۵                 | ۴۶                  | ۲۱۳                 | ۴۹۴                 | ۴۷٫۵۷               |
| ۳                   | ابرار کاراکورت      | ۲۴۷                 | ۹۴                  | ۱۹۷                 | ۵۳۸                 | ۴۵٫۹۱               |
| ۴                   | Elena Pietrini      | ۱۹۹                 | ۶۳                  | ۱۷۴                 | ۴۳۶                 | ۴۵٫۶۴               |
| ۵                   | Gabriela Guimarães  | ۲۴۱                 | ۸۲                  | ۲۲۷                 | ۵۵۰                 | ۴۳٫۸۲               |

| بهترین دفاع کننده‌ها | بهترین دفاع کننده‌ها  | بهترین دفاع کننده‌ها | بهترین دفاع کننده‌ها | بهترین دفاع کننده‌ها | بهترین دفاع کننده‌ها | بهترین دفاع کننده‌ها |
|                     | بازیکن               | دفاع‌ها              | خطاها               | برگشت‌ها             | مجموع               | میانگین             |
| ------------------- | -------------------- | ------------------- | ------------------- | ------------------- | ------------------- | ------------------- |
| ۱                   | Maja Aleksić         | ۴۷                  | ۶۳                  | ۸۵                  | ۱۹۵                 | ۰٫۸۹                |
| ۲                   | Ana Beatriz Corrêa   | ۵۱                  | ۸۳                  | ۱۱۸                 | ۲۵۲                 | ۰٫۷۰                |
| ۳                   | Mira Todorova        | ۳۲                  | ۸۱                  | ۱۱۱                 | ۲۲۴                 | ۰٫۵۹                |
| ۴                   | Agnieszka Kąkolewska | ۴۱                  | ۹۳                  | ۹۶                  | ۲۳۰                 | ۰٫۵۸                |
| ۵                   | Nasya Dimitrova      | ۳۱                  | ۹۲                  | ۱۰۶                 | ۲۲۹                 | ۰٫۵۷                |

| بهترین سرویس زننده‌ها | بهترین سرویس زننده‌ها | بهترین سرویس زننده‌ها | بهترین سرویس زننده‌ها | بهترین سرویس زننده‌ها | بهترین سرویس زننده‌ها | بهترین سرویس زننده‌ها |
|                      | بازیکن               | امتیاز سرویس‌ها       | خطاها                | رد شده‌ها             | مجموع                | میانگین              |
| -------------------- | -------------------- | -------------------- | -------------------- | -------------------- | -------------------- | -------------------- |
| ۱                    | Marlies Janssens     | ۲۴                   | ۳۱                   | ۱۳۵                  | ۱۹۰                  | ۰٫۴۲                 |
| ۲                    | Juliet Lohuis        | ۲۴                   | ۱۳                   | ۱۶۰                  | ۱۹۷                  | ۰٫۴۲                 |
| ۳                    | زهرا گونش            | ۲۵                   | ۲۳                   | ۱۹۳                  | ۲۴۱                  | ۰٫۳۷                 |
| ۴                    | Indre Sorokaite      | ۲۴                   | ۴۰                   | ۱۱۵                  | ۱۷۹                  | ۰٫۳۶                 |
| ۵                    | ابرار کاراکورت       | ۲۳                   | ۴۲                   | ۱۱۵                  | ۱۸۰                  | ۰٫۳۴                 |

| بهترین تنظیم کننده‌ها | بهترین تنظیم کننده‌ها | بهترین تنظیم کننده‌ها | بهترین تنظیم کننده‌ها | بهترین تنظیم کننده‌ها | بهترین تنظیم کننده‌ها | بهترین تنظیم کننده‌ها |
|                      | بازیکن               | در حالت حرکت         | خطاها                | در حالت سکون         | مجموع                | میانگین              |
| -------------------- | -------------------- | -------------------- | -------------------- | -------------------- | -------------------- | -------------------- |
| ۱                    | Nootsara Tomkom      | ۳۳۷                  | ۹                    | ۷۹۶                  | ۱۱۴۲                 | ۶٫۷۴                 |
| ۲                    | Miya Sato            | ۳۱۶                  | ۱۱                   | ۸۲۲                  | ۱۱۴۹                 | ۵٫۸۵                 |
| ۳                    | کانسو اوزبی          | ۳۵۱                  | ۱۸                   | ۹۹۲                  | ۱۳۶۱                 | ۵٫۱۶                 |
| ۴                    | Ilka Van de Vyver    | ۲۹۲                  | ۱۲                   | ۱۰۵۳                 | ۱۳۵۷                 | ۵٫۱۲                 |
| ۵                    | Macris Carneiro      | ۳۶۰                  | ۱۰                   | ۱۰۰۴                 | ۱۳۷۴                 | ۴٫۹۳                 |

| بهترین توپ گیرنده‌ها | بهترین توپ گیرنده‌ها    | بهترین توپ گیرنده‌ها | بهترین توپ گیرنده‌ها | بهترین توپ گیرنده‌ها | بهترین توپ گیرنده‌ها | بهترین توپ گیرنده‌ها |
|                     | بازیکن                 | توپ‌گیری‌ها           | خطاها               | دریافت با ساعد      | مجموع               | میانگین             |
| ------------------- | ---------------------- | ------------------- | ------------------- | ------------------- | ------------------- | ------------------- |
| ۱                   | Lenka Dürr             | ۱۸۶                 | ۴۸                  | ۶۷                  | ۳۰۱                 | ۳٫۵۱                |
| ۲                   | Zhana Todorova         | ۱۸۴                 | ۶۵                  | ۷۳                  | ۳۲۲                 | ۳٫۴۱                |
| ۳                   | Mako Kobata            | ۱۷۳                 | ۳۸                  | ۶۱                  | ۲۷۲                 | ۳٫۲۰                |
| ۴                   | Larysmer Martínez Caro | ۱۷۴                 | ۵۱                  | ۶۷                  | ۲۹۲                 | ۲٫۷۲                |
| ۵                   | Celine Van Gestel      | ۱۵۳                 | ۴۱                  | ۴۴                  | ۲۳۸                 | ۲٫۶۸                |

| بهترین دریافت کننده‌ها | بهترین دریافت کننده‌ها | بهترین دریافت کننده‌ها | بهترین دریافت کننده‌ها | بهترین دریافت کننده‌ها | بهترین دریافت کننده‌ها | بهترین دریافت کننده‌ها |
|                       | بازیکن                | ممتازها               | خطاها                 | توپ‌رسانی‌ها            | مجموع                 | ٪                     |
| --------------------- | --------------------- | --------------------- | --------------------- | --------------------- | --------------------- | --------------------- |
| ۱                     | Gabriela Guimarães    | ۱۶۷                   | ۲۱                    | ۲۸۳                   | ۴۷۱                   | ۳۱٫۰۰                 |
| ۲                     | Piyanut Pannoy        | ۷۱                    | ۱۱                    | ۱۳۹                   | ۲۲۱                   | ۲۷٫۱۵                 |
| ۳                     | Léia Silva            | ۹۹                    | ۲۰                    | ۱۸۸                   | ۳۰۷                   | ۲۵٫۷۳                 |
| ۴                     | Mako Kobata           | ۶۹                    | ۱۵                    | ۱۴۶                   | ۲۳۰                   | ۲۳٫۴۸                 |
| ۵                     | Lenka Dürr            | ۷۴                    | ۱۴                    | ۱۶۹                   | ۲۵۷                   | ۲۳٫۳۵                 |

### دور نهایی
تا تاریخ ۷ ژوئیه ۲۰۱۹
| بهترین امتیاز آورنده‌ها | بهترین امتیاز آورنده‌ها | بهترین امتیاز آورنده‌ها | بهترین امتیاز آورنده‌ها | بهترین امتیاز آورنده‌ها | بهترین امتیاز آورنده‌ها |
|                        | بازیکن                 | آبشارها                | دفاع‌ها                 | سرویس‌ها                | مجموع                  |
| ---------------------- | ---------------------- | ---------------------- | ---------------------- | ---------------------- | ---------------------- |
| ۱                      | Liu Yanhan             | ۶۹                     | ۵                      | ۵                      | ۷۹                     |
| ۲                      | Andrea Drews           | ۶۹                     | ۴                      | ۴                      | ۷۷                     |
| ۳                      | ابرار کاراکورت         | ۶۵                     | ۶                      | ۳                      | ۷۴                     |
| ۴                      | Malwina Smarzek        | ۵۲                     | ۴                      | ۰                      | ۵۶                     |
| ۵                      | گونگ شیانگیو           | ۴۳                     | ۸                      | ۴                      | ۵۵                     |

| بهترین حمله کننده‌ها | بهترین حمله کننده‌ها | بهترین حمله کننده‌ها | بهترین حمله کننده‌ها | بهترین حمله کننده‌ها | بهترین حمله کننده‌ها | بهترین حمله کننده‌ها |
|                     | بازیکن              | آبشارها             | خطاها               | ضربه‌ها              | مجموع               | ٪                   |
| ------------------- | ------------------- | ------------------- | ------------------- | ------------------- | ------------------- | ------------------- |
| ۱                   | Andrea Drews        | ۶۹                  | ۱۸                  | ۴۵                  | ۱۳۲                 | ۵۲٫۲۷               |
| ۲                   | Malwina Smarzek     | ۵۲                  | ۲۱                  | ۳۶                  | ۱۰۹                 | ۴۷٫۷۱               |
| ۳                   | کلسی روبینسون       | ۴۲                  | ۱۶                  | ۳۴                  | ۹۲                  | ۴۵٫۶۵               |
| ۴                   | ابرار کاراکورت      | ۶۵                  | ۲۸                  | ۵۱                  | ۱۴۴                 | ۴۵٫۱۴               |
| ۵                   | ملحیه اسماعیل‌اغلو   | ۳۵                  | ۱۵                  | ۲۸                  | ۷۸                  | ۴۴٫۸۷               |

| بهترین دفاع کننده‌ها | بهترین دفاع کننده‌ها  | بهترین دفاع کننده‌ها | بهترین دفاع کننده‌ها | بهترین دفاع کننده‌ها | بهترین دفاع کننده‌ها | بهترین دفاع کننده‌ها |
|                     | بازیکن               | دفاع‌ها              | خطاها               | برگشت‌ها             | مجموع               | میانگین             |
| ------------------- | -------------------- | ------------------- | ------------------- | ------------------- | ------------------- | ------------------- |
| ۱                   | Agnieszka Kąkolewska | ۸                   | ۱۴                  | ۱۴                  | ۳۶                  | ۰٫۸۹                |
| ۲                   | Paola Egonu          | ۶                   | ۵                   | ۸                   | ۱۹                  | ۰٫۸۶                |
| ۳                   | Zuzanna Efimienko    | ۷                   | ۱۱                  | ۶                   | ۲۴                  | ۰٫۷۸                |
| ۴                   | Ana Beatriz Corrêa   | ۱۳                  | ۱۲                  | ۲۷                  | ۵۲                  | ۰٫۷۶                |
| ۵                   | کبرا آکمن            | ۱۰                  | ۹                   | ۱۴                  | ۳۳                  | ۰٫۷۱                |

| بهترین سرویس زننده‌ها | بهترین سرویس زننده‌ها     | بهترین سرویس زننده‌ها | بهترین سرویس زننده‌ها | بهترین سرویس زننده‌ها | بهترین سرویس زننده‌ها | بهترین سرویس زننده‌ها |
|                      | بازیکن                   | امتیاز سرویس‌ها       | خطاها                | رد شده‌ها             | مجموع                | میانگین              |
| -------------------- | ------------------------ | -------------------- | -------------------- | -------------------- | -------------------- | -------------------- |
| ۱                    | Michelle Bartsch-Hackley | ۸                    | ۵                    | ۳۳                   | ۴۶                   | ۰٫۴۷                 |
| ۲                    | Paola Egonu              | ۳                    | ۹                    | ۱۲                   | ۲۴                   | ۰٫۴۳                 |
| ۳                    | کبرا آکمن                | ۶                    | ۲                    | ۴۲                   | ۵۰                   | ۰٫۴۳                 |
| ۴                    | لیو شیائوتونگ            | ۶                    | ۸                    | ۴۰                   | ۵۴                   | ۰٫۳۸                 |
| ۵                    | زهرا گونش                | ۵                    | ۵                    | ۳۳                   | ۴۳                   | ۰٫۳۶                 |

| بهترین تنظیم کننده‌ها | بهترین تنظیم کننده‌ها | بهترین تنظیم کننده‌ها | بهترین تنظیم کننده‌ها | بهترین تنظیم کننده‌ها | بهترین تنظیم کننده‌ها | بهترین تنظیم کننده‌ها |
|                      | بازیکن               | در حالت حرکت         | خطاها                | در حالت سکون         | مجموع                | میانگین              |
| -------------------- | -------------------- | -------------------- | -------------------- | -------------------- | -------------------- | -------------------- |
| ۱                    | Lauren Carlini       | ۹۱                   | ۴                    | ۲۷۶                  | ۳۷۱                  | ۵٫۳۵                 |
| ۲                    | کانسو اوزبی          | ۷۱                   | ۴                    | ۲۲۷                  | ۳۰۲                  | ۵٫۰۷                 |
| ۳                    | Macris Carneiro      | ۷۰                   | ۱                    | ۲۵۴                  | ۳۲۵                  | ۴٬۱۲                 |
| ۴                    | Yao Di               | ۶۲                   | ۱                    | ۲۷۱                  | ۳۳۴                  | ۳٫۸۸                 |
| ۵                    | Joanna Wołosz        | ۳۳                   | ۲                    | ۱۸۰                  | ۲۱۵                  | ۳٫۶۷                 |

| بهترین توپ گیرنده‌ها | بهترین توپ گیرنده‌ها | بهترین توپ گیرنده‌ها | بهترین توپ گیرنده‌ها | بهترین توپ گیرنده‌ها | بهترین توپ گیرنده‌ها | بهترین توپ گیرنده‌ها |
|                     | بازیکن              | توپ‌گیری‌ها           | خطاها               | دریافت با ساعد      | مجموع               | میانگین             |
| ------------------- | ------------------- | ------------------- | ------------------- | ------------------- | ------------------- | ------------------- |
| ۱                   | سیمگه شبنم آکوز     | ۵۲                  | ۱۰                  | ۱۳                  | ۷۵                  | ۳٫۷۱                |
| ۲                   | Megan Courtney      | ۵۹                  | ۱۲                  | ۱۹                  | ۹۰                  | ۳٫۴۷                |
| ۳                   | مونیکا دجنارو       | ۲۴                  | ۶                   | ۱۱                  | ۴۱                  | ۳٫۴۳                |
| ۴                   | Ofelia Malinov      | ۱۸                  | ۱                   | ۷                   | ۲۶                  | ۲٫۵۷                |
| ۵                   | Léia Silva          | ۴۲                  | ۵                   | ۷                   | ۵۴                  | ۲٫۴۷                |

| بهترین دریافت کننده‌ها | بهترین دریافت کننده‌ها    | بهترین دریافت کننده‌ها | بهترین دریافت کننده‌ها | بهترین دریافت کننده‌ها | بهترین دریافت کننده‌ها | بهترین دریافت کننده‌ها |
|                       | بازیکن                   | ممتازها               | خطاها                 | توپ‌رسانی‌ها            | مجموع                 | ٪                     |
| --------------------- | ------------------------ | --------------------- | --------------------- | --------------------- | --------------------- | --------------------- |
| ۱                     | Gabriela Guimarães       | ۳۰                    | ۱                     | ۴۶                    | ۷۷                    | ۳۷٫۶۶                 |
| ۲                     | لوچیا بوزتی              | ۱۱                    | ۰                     | ۲۲                    | ۳۳                    | ۳۳٫۳۳                 |
| ۳                     | ملحیه اسماعیل‌اغلو        | ۴۲                    | ۴                     | ۸۰                    | ۱۲۶                   | ۳۰٫۱۶                 |
| ۴                     | Megan Courtney           | ۲۴                    | ۳                     | ۵۵                    | ۸۲                    | ۲۵٫۶۱                 |
| ۵                     | Michelle Bartsch-Hackley | ۱۷                    | ۵                     | ۶۱                    | ۸۳                    | ۱۴٫۴۶                 |